# Henri Valentino
Henri Valentino   (Lilla, 14 d'octubre de 1785 - Versalles, 28 de gener de 1865) va ser un violinista i director d'orquestra francès.
D'origen italià, primerament estudia farmàcia i la practicà en l'Hospital Militar de la seva vila natal, però des de molt jove demostrà les seves aptituds per a la música com a director d'orquestra a províncies. El 1813 casà a Metz amb una filla del compositor Persuis, el qual aleshores era director de l'orquestra de l'Òpera de París, que el portà amb ell a la capital. A la mort d'aquell, el 1820, Valentino ingressà en l'Òpera com a segon director d'orquestra, i el 1824 compartí la direcció efectiva amb Habeneck.
Estrenà amb gran èxit per aquella època La muette de Portici, Guillermo Tell, Déu i la Bayadère, El jurament i Olympia. El 1831 passà a ocupar la direcció de l'Òpera Còmica, on hi va romandre fins al 1837, temps en el qual concertà de manera admirable Zampa, Le Prèaux clercs, L'Eclair, Lestocq, Le cheval de bronze, Acteón, Les Chaperons blancs, Le chalet i Le postillon de Lonjumeau.
En retirar-se de l'Òpera Còmica passà a residir per algun temps a Chantilly, i el 1837 fundà en la Sala de Saint-Honoré, que fins al primer quart de segle XX funcionà com "Sala Valentino", els primers concerts populars de música clàssica que es donaren a França. Aquestes manifestacions artístiques assoliren primerament un gran èxit, ja que Valentino s'havia avançat al seu temps i el gust del públic encara no estava format per a elles, pel que, en minvar el nombre d'aficionats, hagué de suspendre'ls i retirar-se, abans de doblegar-se a dirigir música de ball, que era el que estava de moda.
El 1841, es retirà definitivament a Versalles, d'on ja no en sortí més, ni davant els requeriments que se li feren de dirigir en l'Òpera el Robert Bruce un pastici de Gioachino Rossini.